# 约翰·库珀
约翰·库珀（英語：John Cooper，1940年12月18日—1974年3月3日），英国男子田径运动员。他曾代表英国参加1964年和1968年夏季奥林匹克运动会田径比赛，其中1964年奥运会获得二枚银牌。